# پیکرک (انگلستان)
پیکرک (به انگلیسی: Peakirk) یک روستا و محله مدنی در بریتانیا است که در پیتربورو واقع شده‌است.